# Troisième génération des écrivains d'après-guerre

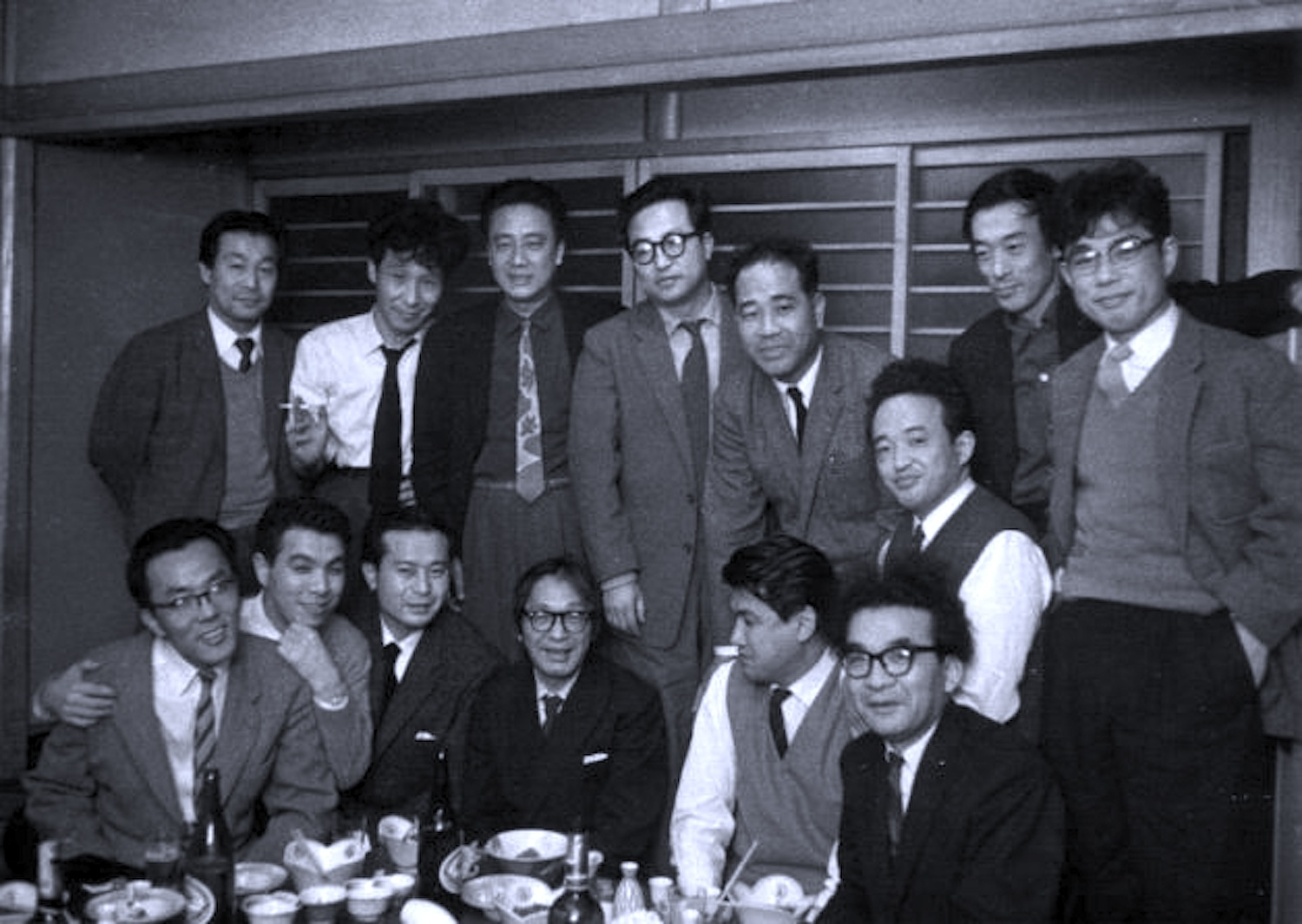
Assis, à partir de la gauche : Shūsaku Endō (1923–96), inconnu, inconnu, Hajime Togaeri (1914–63), Tatsuo Yoshioka (?–?). Debout, à partir de la gauche : inconnu, Shōtarō Yasuoka 1920–), inconnu, Nobuo Kojima (1915–2006), Junzō Shōno (1921–2009), Tan Onuma (1918–96), Junnosuke Yoshiyuki (1924–94), Junkō Shindō (1922–99)

La troisième génération des écrivains d'après-guerre est une classification de la littérature japonaise moderne employée pour désigner un groupe d'écrivains apparus sur la scène littéraire de l'après-guerre entre 1953 et 1955.
Shūsaku Endō, un membre de la troisième génération a dit : « En ces temps-là, même si nous avions reçu le prix Akutagawa l'un après l'autre, nous ne nous attendions pas à devenir de grands écrivains. Le monde littéraire considérait que nous serions vite oubliés. En fait, presque personne ne connaissait le prix Akutagawa jusqu'à ce que Shintaro Ishihara en soit lauréat mais fuit les médias et déconcerte l'opinion publique, comme le premier manifeste de l'un des membres de cette génération d'après-guerre ».
Cependant, malgré cela, cette génération laisse une marque importante sur la littérature japonaise. Les livres d'Endō en particulier ont également été traduits en plusieurs langues et sont largement lus aux  États-Unis, en France et en Allemagne.
À cette époque, des écrivaines comme Aya Kōda (幸田文), Minako Oba et Sawako Ariyoshi font aussi leurs débuts. 
Après cette génération, apparaissent des auteurs importants tels Shintaro Ishihara, Morio Kita, et Kenzaburo Oe.

## Écrivains de la troisième génération
- Shūsaku Endō （1923-1996）
- Shōtarō Yasuoka (1920-2013)
- Junnosuke Yoshiyuki(1924-1994）
- Tan Onuma (1918-1996)
- Nobuo Kojima (1915-2006)
- Junzō Shōno (1921-2009)
- Miura Shumon
- Ayako Sono (1931-)
- Hiroyuki Agawa （1920-）
- Toshio Shimao (1917-1986)

## Source de la traduction
- (en) Cet article est partiellement ou en totalité issu de l’article de Wikipédia en anglais intitulé « The Third Generation of Postwar Writers » (voir la liste des auteurs).